# Adalberto Kretzer
Adalberto Kretzer (Santa Catarina, 19 de marzo de 1948-Camboriú, 24 de agosto de 2024), más conocido como Mickey, fue un futbolista brasileño que jugó en la posición de delantero.

## Equipos
| Periodo   | Club                              |
| --------- | --------------------------------- |
| 1966–1969 | Caxias-SC                         |
| 1967      | → Palmeiras-SC (cedido)           |
| 1969–1974 | Fluminense FC                     |
| 1972      | → Grêmio FBPA (cedido)            |
| 1972      | → Junior de Barranquilla (cedido) |
| 1973      | → Deportivo Cali (cedido)         |
| 1974      | → Bonsucesso FC (cedido)          |
| 1974      | Olaria AC                         |
| 1975-1976 | EC Bahia                          |
| 1976-1979 | São Paulo FC                      |
| 1978      | → Ceará SC (cedido)               |
| 1979      | Avaí FC                           |

## Tras el retiro
Luego de retirarse como futbolista, Adalberto se mudó a la ciudad de Balneário Camboriú, donde trabajó como agente de bienes raíces hasta su jubilación.

## Logros

### Club
- Campeonato Brasileiro: 1977
- Campeonato Carioca: 1969, 1971, 1973
- Campeonato Baiano: 1975, 1976
- Torneio Roberto Gomes Pedrosa: 1970
- Taça Guanabara: 1969, 1971
- Torneio Nunes Freire: 1976

### Individual
- Goleador del Campeonato Baiano de 1976 (19 goles)[7]